# 태미 로런
태미 로런(Tammy Lauren, 1968년 11월 16일 ~ )은 미국의 배우이다.
샌디에이고에서 태어났다.

## 출연 작품

### 영화
- 노아의 불시착 (1980년)
- 스텝포드의 비밀 (1987, The Stepford Children)
- 사랑의 랩소디 (1989, Desperate for Love)
- 황금 사슬 (1991)
- 시티 레인져 (1993)
- Honeymoon (1997) - 데브라 역
- 매드 시티 (1997)
- 위시마스타 (1997)

### 텔레비전
- 기동순찰대 (1980, 1983)
- 프레스노 (1986, Fresno)
- 비지터 - TV 시리즈 (1997, The Visitor)
- 동양특급 로형사 (1998)
- The Drew Carey Show (2003)
- 더 영 앤 더 레스트리스 (2006-08)